# A Gênese
A Gênese - Os Milagres e as Predições Segundo o Espiritismo (em língua francesa La Genèse, Les Miracles et les Prédictions Selon le Spiritisme), é um livro espírita francês. De autoria de Allan Kardec, foi publicado em Paris em 6 de janeiro de 1868. É uma das obras básicas do espiritismo.

## Sumário
Nesta obra Kardec aborda diversas questões de ordem filosófica e científica, como as da criação do Universo, a formação dos mundos, o surgimento do espírito, segundo o paradigma espírita de compreensão da realidade.
Kardec procura estudar os milagres como fenómenos naturais cujos mecanismos de funcionamento são atualmente desconhecidos pela Ciência. Descreve os feitos extraordinários de Jesus Cristo, explicando o que teria realmente acontecido. Também mostra o processo espiritual e físico da criação da Terra, dos astros e planetas que compõem o Universo, segundo a visão científica.